# Центральноіндійський хребет

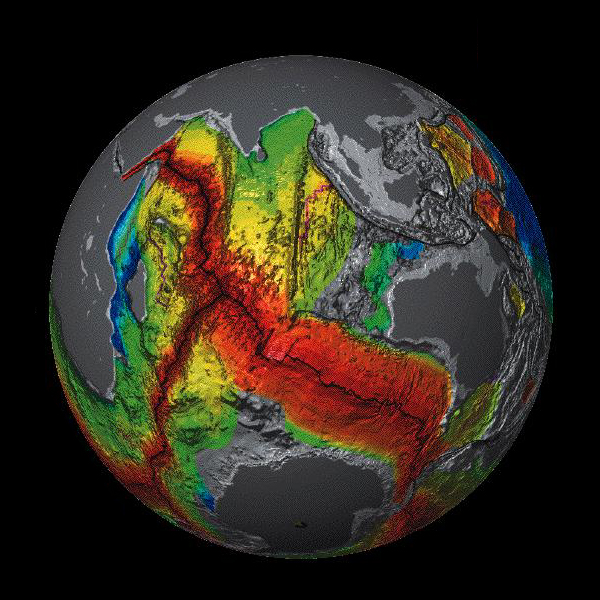
Центральноіндійський хребет (ледь ліворуч від центру) тягнеться від точки стику трьох хребтів на південний схід, де переходить в Австрало-Антарктичне підняття. Мапа віку океанічного дна (молоді ділянки позначено червоним)

Центральноіндійський хребет, або Центрально-Індійський хребет — частина підводного серединно-океанічного хребта в Індійському океані. Тягнеться в центральній частині океану з північного заходу на південний схід. Довжина — близько 2300 км, ширина — 800-900 км.
Північно-західний кінець хребта — потрійна точка Родрігес, де він з'єднується з Західно-Індійським та Аравійсько-Індійським хребтами. На південному сході, повертаючи на схід, переходить в Австрало-Антарктичне підняття. Відділений від цього підняття розломом Амстердам.
На південно-східному кінці Центральноіндійського хребта знаходиться підводне плато Амстердам — підняття висотою близько 1500 м. На ньому є підводні гори, дві з яких здіймаються над водою таі утворюють вулканічні острови Амстердам і Сен-Поль.
Хребет здіймається над ложем океану на 1000—1500 м. Складається з вузьких гребенів висотою 300-500 м та ущелин, витягнутих уздовж хребта. Найглибші ущелини (до 4245 м) утворюють в осьовій частині хребта рифтову долину. У зниженнях є Глобігериновий мул, на крутих схилах є виходи базальтів.

## Термінологія
В англомовній літературі Центральноіндійським хребтом («Central Indian Ridge») називають Аравійсько-Індійський хребет, північна частина якого може розглядатися окремо під назвою «хребет Родрігес»), а об'єкт цієї статті разом із Австрало-Антарктичним підняттям іменується «Southeast Indian Ridge».